# 둔배미놀이
둔배미놀이는 대한민국 경기도 안산시 상록구에 있다. 2016년 11월 28일 안산시의 향토유적 제30호로 지정되었다.

## 개요
둔배미놀이는 안산지역에서 전승되던 경기배치기소리의 특성이 잘 나타있다. 경기도에서 바다를 접하고 있는 김포, 시흥, 안산, 화성, 평택시 중에서 유일하게 안산둔배미놀이보존회가 경기배치기소리를 예술성이 짙게 잘 전승하고 있다.